# Namea bunya
Espèce
Namea bunya est une espèce d'araignées mygalomorphes de la famille des Anamidae.

## Distribution
Cette espèce est endémique du Queensland en Australie. Elle se rencontre dans les monts Bunya et D'Aguilar.

## Description
La carapace du mâle holotype mesure 6,06 mm de long sur 4,38 mm et l'abdomen 5,00 mm de long sur 3,12 mm.

## Étymologie
Son nom d'espèce lui a été donné en référence au lieu de sa découverte, les monts Bunya

## Publication originale
- Raven, 1984 : A new diplurid genus from eastern Australia and a related Aname species (Diplurinae: Dipluridae: Araneae). Australian Journal of Zoology Supplementary Series, no 96, p. 1-51.